# Apyrauna annulicornis
Apyrauna annulicornis là một loài bọ cánh cứng trong họ Cerambycidae.